# نور فتاح أوغلي
آسية نور فتَّاح أوغلي (بالتركية: Asiye Nur Fettahoğlu)‏ ممثلة تركية ألمانية ولدت في دويسبورغ بألمانيا الغربية حينها، عام 1980.

## السيرة الذاتية

### نبذة عنها
ولدت آسية نور فتَّاح أوغلي في 12 نوفمبر 1980، في مدينة دويسبورغ الألمانية، لأب تركي يدعى سنان وأم تركية تدعى فاطمة.

### أعمالها
عملت مذيعةً في قناة «سكاي تورك» وفي مجال الإعلانات لمنتجات معروفة وذلك بعد النجاح الذي حققته في مسلسل العشق الممنوع.

### سبب الشهرة
عرفت واشتهرت في مسلسل «العشق الممنوع» عام 2008 بدور «بيسان» شقيقة «سمر» التي لعبت دورها النجمة بيرين سات. ظهرت نور أوغلي في المسلسل التركي «وادي الذئاب» عام 2011 ومنه إلى شهرتها الأوسع عبر مسلسل «حريم السلطان» عام 2011 بدور الزوجة الأولى للسلطان سليمان القانوني.

### علاقاتها وأزواجها
كانت على علاقة بالنجم التركي نجاتي شاشماز إلا أنهما انفصلا بعد فترة بسيطة. تزوجت مرتين، الزواج الأول كان بمراد إيسان والثاني بـ«لاوند وزير أوغلي».

## الأعمال التلفازية والسينمائية
| العمل التلفزيوني او السنمائي | الدور               | السنة     |
| ---------------------------- | ------------------- | --------- |
| العشق الممنوع                | بيسان               | 2008-2010 |
| وادي الذئاب فلسطين (فيلم)    | سيمون               | 2011      |
| حريم السلطان (مسلسل)         | السلطانة ناهد دوران | 2011-2014 |
| طريق الحياة                  | شفق                 | 2014-2015 |
| فيلينتا                      | ثرية                | 2015      |
| Fi                           | ضيفة شرف            | 2017      |
| عاصمة عبد الحميد             | الاميرة ايفسون      | 2018      |
| bozkir                       | dilara              | 2018-2019 |
| ابناء الاخوة                 | أوماي كراي          | 2019      |

## روابط خارجية
- نور فتاح أوغلي على موقع IMDb (الإنجليزية)
- نور فتاح أوغلي على موقع روتن توميتوز (الإنجليزية)
- نور فتاح أوغلي على موقع ألو سيني (الفرنسية)
- نور فتاح أوغلي على موقع قاعدة بيانات الفيلم (الإنجليزية)
- نور فتاح أوغلي على موقع كينوبويسك (الروسية)